# 魔界村 (遊戲)
《魔界村》是卡普空於1985年9月所推出的大型電玩動作遊戲，後來在1986年6月13日移植到FC上。

## 故事大綱
故事開頭亞瑟（Arthur）和公主兩人在墓地約會，突然之間天色大變，撒旦（Satan）出現擄走公主，亞瑟穿上鎧甲拿起長矛前往魔界打倒魔物們後救出公主。

## 遊戲特色
本作以恐怖為大宗，出現的怪物造型以當時來說頗為可怕，而且以高難度出名，之後推出的作品均無法與之比擬。
- 鎧甲

遊戲一開始亞瑟為著鎧甲狀態，此時可以抵擋一次傷害性攻擊，抵擋攻擊完後鎧甲會損壞變成無鎧甲狀態（只穿條粉紅色圓點內褲），在無鎧甲狀態再受到攻擊後會化為白骨且直接死亡。
- 寶箱

在遊戲中於某特定位置跳躍後出現（每代的魔界村於第一關開頭畫面最左邊後跳起必會出現一個寶箱），裡面可能會出現武器、邪惡魔法師、鎧甲。邪惡魔法師會對亞瑟當前的位置施法魔法，被魔法擊中後會改變亞瑟在鎧甲和無鎧甲的模樣且持續一段時間。

## 關卡
- 第一關：從墓場到森林
- 第二關：鬼鎮
- 第三關：魔界城的地下道路
- 第四關：魔界城的路口
- 第五關：突襲魔界城
- 第六關：魔界城的最上層
- 第七關：魔王阿斯塔洛特的房間

## 外部連結
- 魔界村 （页面存档备份，存于）ファミコンミニ（日語）
- 魔界村 （页面存档备份，存于）Wii Virtual Console（日語）
- 魔界村 （页面存档备份，存于）3DS Virtual Console（日語）
- 魔界村 （页面存档备份，存于）Wii U Virtual Console（日語）